# Obesumbacterium
Obesumbacterium es un género de bacterias gramnegativas de la familia Hafniaceae. Actualmente (2024) sólo contiene una especie: Obesumbacterium proteus. Fue descrita en el año 1963. Su etimología hace referencia a bacilo obeso. El nombre de la especie hace referencia a pleomórfico, del dios griego Proteo. Anteriormente conocido como Flavobacterium proteum. Es anaerobia facultativa e inmóvil. Tiene un tamaño de 0,8-1,2 μm de ancho por 1,5-4 μm de largo. Forma colonias circulares, de color amarillo claro. Temperatura óptima de crecimiento de 32 °C. Se ha aislado de cerveza, ya que es un contaminante que causa su deterioro durante la fermentación. Aun así, no se encuentra en el producto final ya que no es capaz de sobrevivir a las condiciones.
Durante la fermentación crece rápidamente, produciendo alcoholes y reduciendo nitratos a nitritos y deteriorando el producto final.
Se ha observado que existen dos biotipos de esta especie: el biotipo I se asemeja más a Hafnia alvei y el biotipo II es el que se suele aislar más frecuentemente de las plantas de elaboración de cerveza. De hecho, el biotipo II fue reclasificado como Shimwellia pseudoproteus.